# Fara San Martino

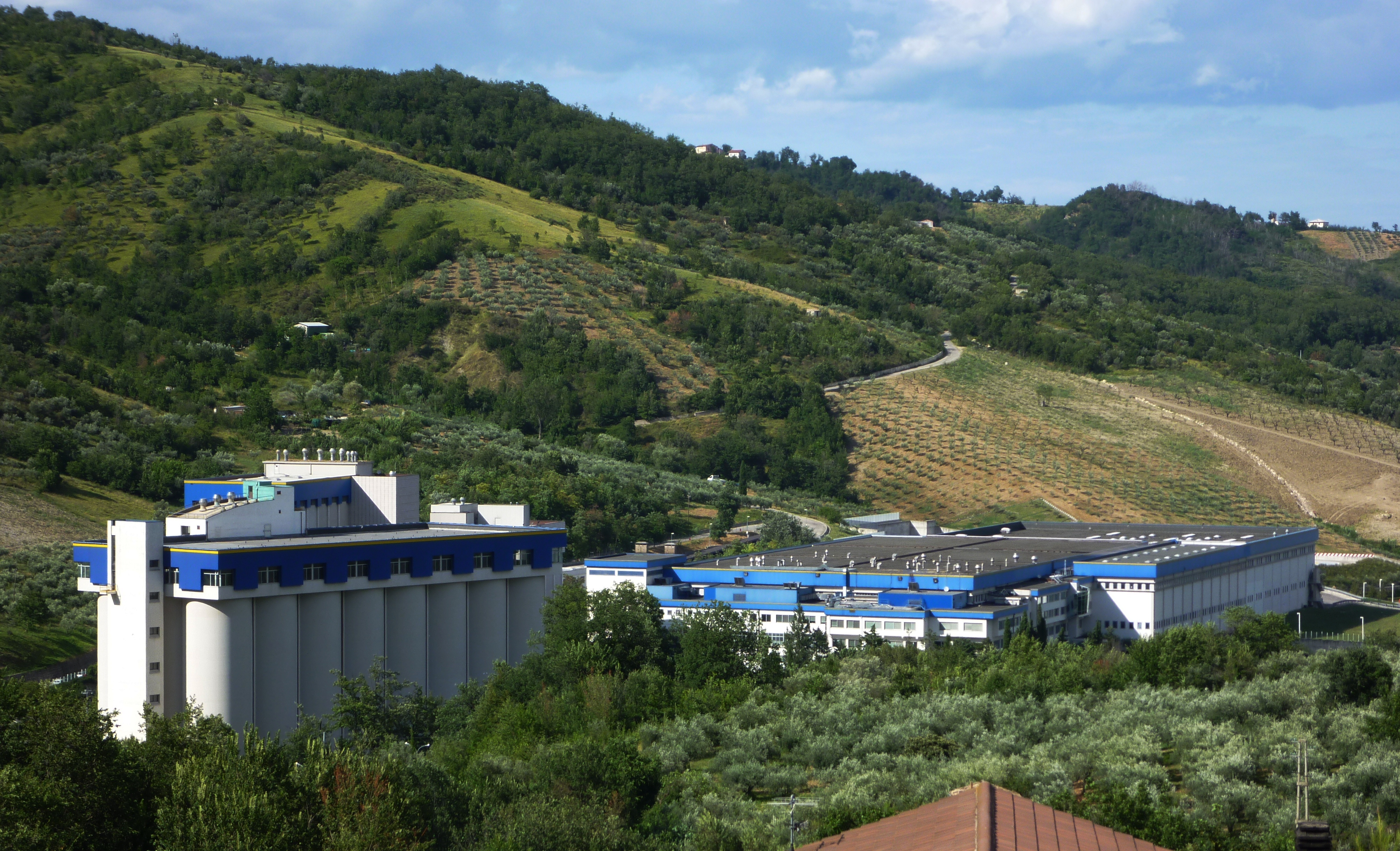
Fara San Martino

Fara San Martino is een gemeente in de Italiaanse provincie Chieti (regio Abruzzen) en telt 1610 inwoners (31-12-2004). De oppervlakte bedraagt 43,6 km², de bevolkingsdichtheid is 38 inwoners per km².
Het grondgebied van de gemeente ligt grotendeels in het Majella massief. Het plaatsje ligt pal ten oosten van de Majella. Vanuit het plaatsje lopen wandelroutes naar de hoogste toppen.
De stad staat bekend als "La capitale della Pasta”, de hoofdstad van de pasta. Omdat hier een paar van de grootste fabrieken ervan gevestigd zijn, waaronder De Cecco.

## Demografie
Fara San Martino telt ongeveer 649 huishoudens. Het aantal inwoners daalde in de periode 1991-2001 met 7,5% volgens cijfers uit de tienjaarlijkse volkstellingen van ISTAT.
| Jaar | Inwoneraantal |
| ---- | ------------- |
| 1991 | 1758          |
| 2001 | 1626          |

## Geografie
Fara San Martino grenst aan de volgende gemeenten: Caramanico Terme (PE), Civitella Messer Raimondo, Lama dei Peligni, Pacentro (AQ), Palombaro, Pennapiedimonte en Sant'Eufemia a Maiella (PE).